# Chaetopogon fasciculatus
Chaetopogon fasciculatus é uma espécie de planta com flor pertencente à família Poaceae. 
A autoridade científica da espécie é (Link) Hayek, tendo sido publicada em Repertorium Specierum Novarum Regni Vegetabilis, Beihefte 30(3): 335. 1932.

## Portugal
Trata-se de uma espécie presente no território português, nomeadamente os seguintes táxones infraespecíficos:
- Chaetopogon fasciculatus subsp. fasciculatus - presente em Portugal Continental. Em termos de naturalidade é nativa da região atrás referida. Não se encontra protegida por legislação portuguesa ou da Comunidade Europeia.
- Chaetopogon fasciculatus subsp. prostratus - presente em Portugal Continental. Em termos de naturalidade é nativa da região atrás referida. Não se encontra protegida por legislação portuguesa ou da Comunidade Europeia.